# Villaluenga de la Sagra
Villaluenga de la Sagra – gmina w Hiszpanii, w prowincji Toledo, w Kastylii-La Mancha, o powierzchni 27,03 km². W 2011 roku gmina liczyła 4083 mieszkańców.